# Coffea montekupensis
Coffea montekupensis là một loài thực vật có hoa trong họ Thiến thảo. Loài này được Stoff. mô tả khoa học đầu tiên năm 1997.